# Magnum Opus (album)
 (février 2023).
Si vous disposez d'ouvrages ou d'articles de référence ou si vous connaissez des sites web de qualité traitant du thème abordé ici, merci de compléter l'article en donnant les références utiles à sa vérifiabilité et en les liant à la section « Notes et références ».
Pour les articles homonymes, voir Magnum opus.
Albums de Yngwie Malmsteen
I Can't Wait
(1994) Inspiration
(1996)
Magnum Opus est le huitième album studio d'Yngwie Malmsteen sorti en 1995. Il est dans la continuité de The Seventh Sign avec une touche plus orchestrale.

## Liste des titres
Toute la musique est composée par Yngwie Malmsteen.
| No  | Titre               | Paroles                           | Durée |
| --- | ------------------- | --------------------------------- | ----- |
| 1.  | Vengeance           | Michael Vescera, Yngwie Malmsteen | 4:49  |
| 2.  | No Love Lost        | Michael Vescera                   | 3:07  |
| 3.  | Tomorrow's Gone     | Michael Vescera                   | 5:20  |
| 4.  | The Only One        | Michael Vescera                   | 4:01  |
| 5.  | I'd Die Without You | Yngwie Malmsteen                  | 5:49  |
| 6.  | Overture 1622       | (instrumental)                    | 2:41  |
| 7.  | Voodoo              | Yngwie Malmsteen                  | 6:19  |
| 8.  | Cross the Line      | Michael Vescera                   | 3:32  |
| 9.  | Time Will Tell      | Michael Vescera                   | 5:09  |
| 10. | Fire in the Sky     | Yngwie Malmsteen                  | 4:57  |
| 11. | Amberdawn           | (instrumental)                    | 4:25  |

| 12. | Cantabile Op.10 No.3 RV428 "Il Gardellino" ("Tournament" (ré-édition 2003)) | (instrumental) | Antonio Vivaldi | 2:04 |

## Composition du groupe
- Yngwie Malmsteen : guitare
- Michael Vescera : chants
- Mats Olausson : claviers
- Barry Sparks : basse
- Shane Gaalaas : batterie

## Autour de l'album
The Only One a eu un vidéo clip.
Overture 1622 est un hommage aux aïeux d'Yngwie. 1622 est l'année où ils ont été anoblis, et d'après certains documents, Yngwie serait comte. Dans cet instrumental, il emprunte le thème principal de la Symphonie no 25 de Mozart.
Magnum Opus est le premier album coproduit avec Chris Tsangarides. Ce partenariat durera jusqu'en 1999 avec Alchemy. C'est aussi le premier album enregistré dans le studio personnel d'Yngwie, le Studio 308.
Yngwie est arrivé au studio avec 64 morceaux. Il avait évoqué certains titres qui ne sont jamais sortis, comme Ducale Suite ou Have You Ever Died Before. Heathens From The North sortira finalement sur Facing the Animal en 1997.